# Tatiana Andreoli
Pour les articles homonymes, voir Andreoli.
Tatiana Andreoli (née le 1er janvier 1999 à Venaria Reale) est une archère italienne.

## Carrière
Elle remporte la médaille d'or de l'arc classique individuel lors des Jeux européens de 2019 à Minsk.
Aux Jeux méditerranéens de 2022 à Oran, elle est médaillée d'argent par équipe.
Elle remporte la médaille de bronze par équipes en tir à l'arc classique avec Chiara Rebagliati et Lucilla Boari aux Jeux européens de 2023.